# 100 litri di birra
100 litri di birra (100 litraa sahtia) è un film del 2024 scritto e diretto da Teemu Nikki.

## Trama
Taina e Pirkko, due avvinazzate sorelle di campagna rinomate per il loro sahti, la birra artigianale tipica della Finlandia, vengono incaricate di produrne 100 litri per un matrimonio in famiglia. Tuttavia, il lotto è talmente buono che finiscono per bersi tutta la birra da sole, risvegliandosi alla vigilia del matrimonio coi postumi di una sbornia e con 100 litri di sahti da reperire al più presto per salvare la reputazione del loro birrificio.

## Produzione
Il film è stato girato a Sysmä, città natale del regista. Le riprese sono durate cinque settimane tra il giugno e il luglio 2023.

## Distribuzione
Il film è stato presentato in anteprima alla 19ª Festa del cinema di Roma il 24 ottobre 2024, nella sezione Progressive. È stato distribuito nelle sale cinematografiche finlandesi dalla Nelonen Media a partire dal 28 marzo 2025 e in quelle italiane dalla I Wonder Pictures a partire dal 17 luglio seguente.

## Accoglienza
Il film è stato un successo al botteghino locale, dove ha richiamato oltre 200 000 spettatori, diventando il film finlandese di maggior incasso dell'anno in Finlandia, nonché il maggior successo della carriera del regista, incassando più del doppio di tutti i suoi precedenti film messi assieme.

## Riconoscimenti
- 2024 – Tallinn Black Nights Film Festival[7]
  - Miglior attrice a Elina Knihtilä e Pirjo Lonka

## Remake
Nel maggio del 2025, lo scrittore e sceneggiatore Dennis Lehane ne ha acquistato i diritti per trarne un remake americano.